# 音效

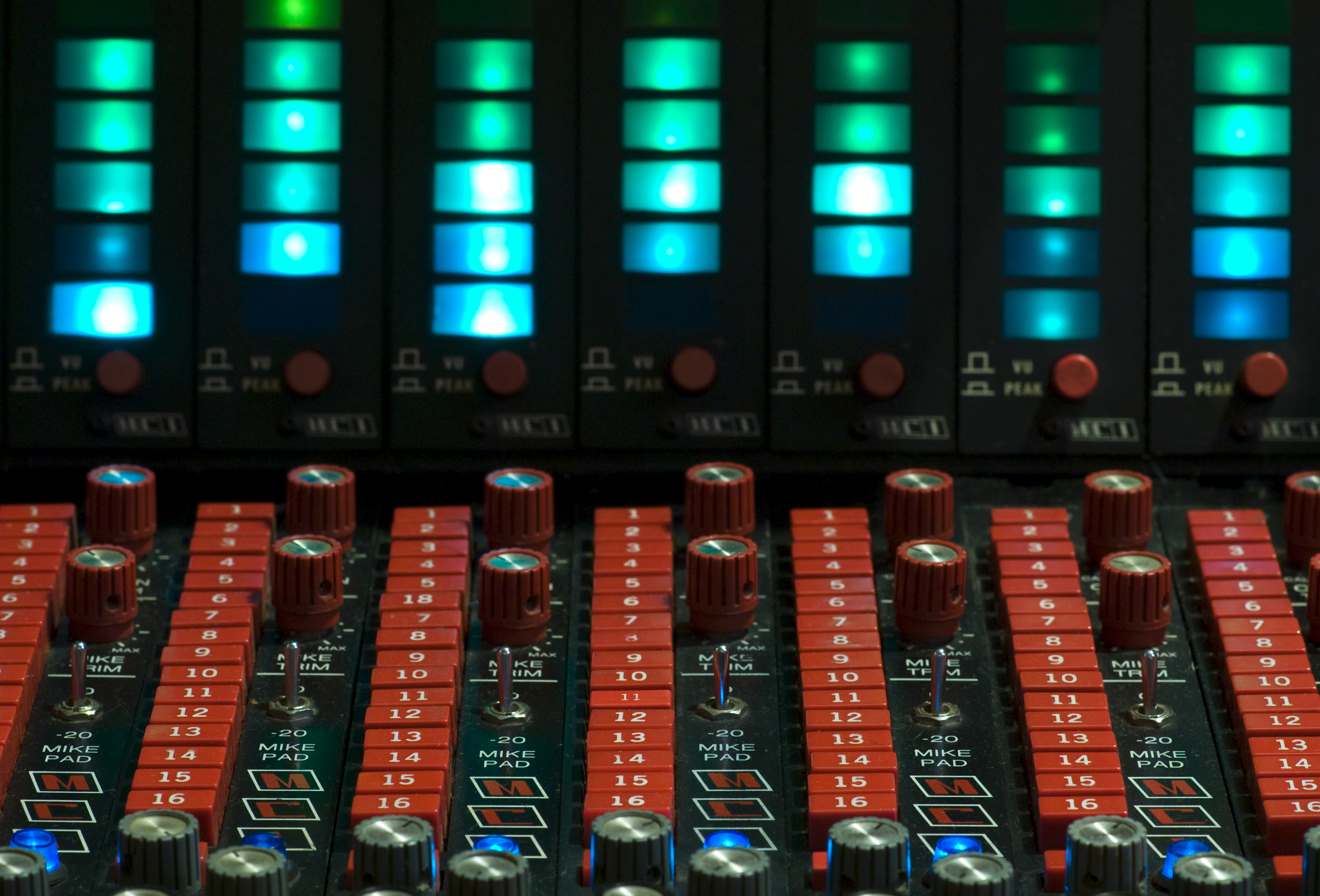
現代電腦化合成器

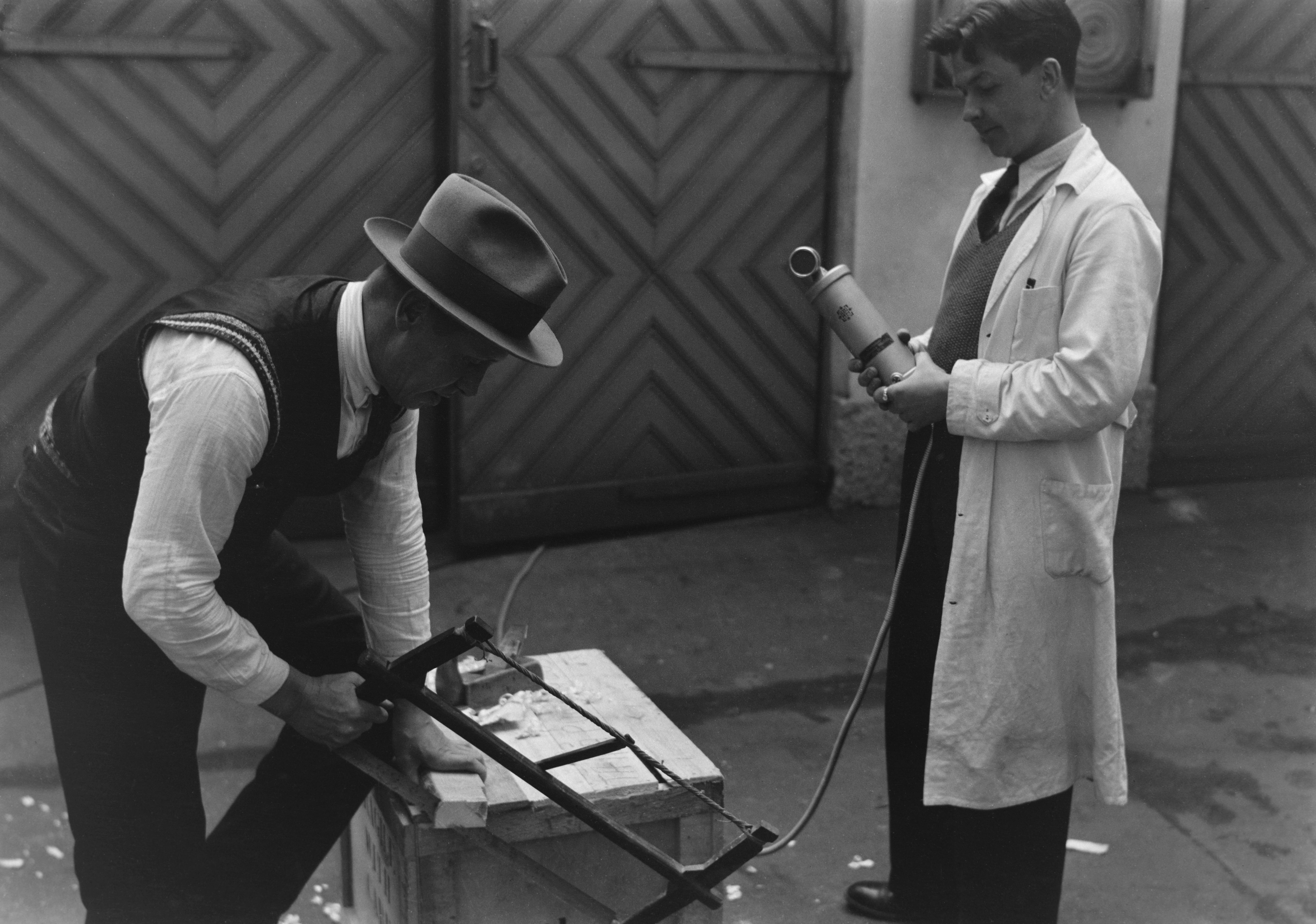
1930年代的錄音師錄下鋸木聲用於電影

音效（英語：audio effect）或声效（英語：sound effect）是人工制造或加强的声音，用来增强对电影、电子游戏、音乐或其他媒体的艺术或其他内容的声音处理。 
在电影和电视制作中，一个音效是录制和展示的一个声音，用于不通过对话或音乐来给出特定的剧情或创意。这个术语经常用来指代用于录制的处理过程，而不用指代该录音本身。在专业影视制作中，对话、音乐和音效录制的分离是很严重的，必须理解在这个上下文中，录制下来的对话和音乐是从来不作为音效，而应用在它们上的处理过程常常是音效，例如混响或者镶边（或称“飞行”声）。

## 历史
音效的使用始于剧场；根据某些记载，音效在古典时代已经开始使用。很多设备用于在后台模拟诸如雷声或驰来的马蹄声这样的声音。在近现代时期，早期的剧场音效的清单变得越来越细，各种机械设备被设计出来用于产生更多更好的声音。大型城市剧场经常有大量的这种设备。这种古董音效有时可以在轻歌舞剧的早期录音中听到，虽然按照当时的记载，原始的早期录音棚的效果比那些在剧场里的差得远了。
1920年代，音效的领域获得了长足的进步，首先是由于收音机的冲击。多数早期的无线电广播是直播的，并且以很多大量使用音效的现场戏剧作品为特色。好一点的播音室经常雇佣很多音效制作人同时工作。在1920年代中期，随着电子话筒的改良，录音技术的进步使得在78 rpm唱片上预录制的音效库的使用成为可能。真实的汽车，飞机，人群的笑声和喧闹就可以用盘加入到广播剧中。到1920年代晚期，摄影棚从默片转向有声片，为音效打开了另一条道路。

## 电影中的音效
在电影和电视行业，音效指代整个音乐元素的等级结构，其制作包含很多不同的规则，包括:
- 硬音效（Hard sound effects）是荧幕上常见的声音，例如摔门，武器发射，和汽车驶过。
- 背景（Background，BG）音是不和影片需要明显同步的声音，但是给观众场景设置的暗示，例如森林中的声音，荧光棒的噼啪声，车内的声音等等。背景中人交谈的声音也视为一种“BG”，但只是当说话的人是听不清楚的时候或语言是无法识别的时候（这被称为Walla（集体对白替换））。 这些背景噪音也被称为环境（Ambience）或者氛围（Atmos, "atmosphere"）。
- 拟音（Foley）音效是和荧幕同步的声音，需要拟音艺术家的专门知识来正确录制。脚步，手握道具的运动，衣服的沙沙声都是常见的拟音单元。
- 设计音效不是自然中正常发生的声音，或者是不可能在现实中录制的声音。这些声音用来展现未来技术或者用音乐式的风格来制造某种情绪。

每个声音“养分组”都是专门化的，其音效编辑称为某个音效领域的专家（例如“锯车者”或“锯枪者”）。
制作音效的过程可以分为两步：效果的录制和处理。对于内容生产者有很多大型的商用音效库可用（类似于尖叫（Wilhelm）），但是大型制作的音效可能需要根据目的专门录制。

## 游戏中的音效
现代视频游戏中设计的音效的原则（自从采样回放的引入以来）本质上和电影的是一样的。通常一个游戏制作需要完成两个工作:声音必须被录制或者从一个库中选出，以及必须编制一个声音引擎以便声音可以集成到游戏的交互环境中。以前，游戏环境的简单性使得所须的声音个数减少了，所以只要一两个人直接负责声音的录制和设计。随着游戏行业的发展和计算机声音复制质量的上升，游戏制作的声音设计组也随着增大了，对他们的需求现在接近一个中等投入的电影制作。

## 效果录制
最好的音效源于真实的声源；最好的机枪声就是真正机枪的开火声音的录制，而不是机枪声的合成的或者采样/序列化效果。当制作人或内容制作者需要高保真的音效时，声音编辑通常必须用实地录制的新音效来增强她现有的库。
当所需的音效来自一个小的主体，例如剪刀剪切，布撕裂，或脚步，音效最好在录音棚进行，在受控的条件下。这种轻的声音通常委托给一个拟音艺术家和拟音编辑。很多音效无法在录音棚录制，例如爆炸，枪声，和汽车或飞行器机动。这些效果必须由音效编辑或专业音效录制师进行。
当这种“大”声音要用到时，录音师会开始联系专家或技师就像制作人安排一个人员一样；如果录音师需要一个爆炸，她可能联系一个爆破公司来看看是否有什么建筑物最近被安排炸倒。如果录音师需要炮的齐射，她会联络历史重现者（Historical re-enactors）或枪炮爱好者。人们经常很兴奋能够参与会被用在电影里的事情，而且很乐意帮忙。
根据效果，录音师可能使用几个数字音频带（Digital Audio Tape，简称DAT）、硬盘、或Nagra录音机和大量话筒。在Jon Johnson和Charles Maynes导演的2003年的电影圍城13天：阿拉莫戰役（The Alamo）的一个加农炮和毛瑟枪开火的录音期，使用了2到3台DAT机器。一个机器放在炮的边上，所以它能够录制实际的开火。另一个放在好几百米外，在炮弹的轨迹下，一边录制炮弹飞过的声音。当工作人员录制毛瑟枪声的时候，一套话筒排列在目标附近（这个片子里，就是一个猪尸体）以录制枪弹的冲击声。
一个反例是录制汽车声的常用技术。要录制“在车上”的声音（包括车的内部），一种三话筒技术很常用。两个话筒直接录制引擎:一个沾在车前盖的底下靠近引擎板块。第二个话筒盖在挡风玻璃底下或者紧接着后保险杠，离排气管1英寸左右。第三个话筒经常是一个立体声话筒，它被放在车内以得到车内部的声音。同时有了所有这些声轨给予声音设计师或混音师很多控制能力以得到她所想要的车听起来像什么的效果。要使车听起来更加不详或低沉，她可以混入更多的排气管的声音；如果她要车听起来像油门踩到底的样子，她可以混入更多的引擎声并把内部声音拉远。在卡通片中，铅笔划过搓衣板的声音可以用来模拟喷发的引擎。

## 效果处理
正如车的例子所展示的，同一个主体的多个同时录音的能力—通过使用多个DAT或多轨录音机—使得声音录制成为一项复杂的手艺，同时也使得音效能够通过音效编辑和声音设计师来成形，而不仅仅是达到真实感，同时也是为了情绪效果。
一旦音效录制或捕获完成，它们通常会被加载到集成了音频非线性编辑系统的计算机上。这使得音效编辑或者声音设计师能够对一个声音进行重大改变以迎合她的需要。
最常见的声音设计工具是使用层次来使用两三个旧的普通的声音创造新的有趣的声音。例如，（上面的例子中的）子弹打进一头猪的声音可以和西瓜被凿的声音混合起来以增加“粘”和“淤积”的效果。如果效果要显示一个特写镜头，设计师可能会从她的库中加入“冲击佐料”（impact sweetener）。这个佐料可能也就是锤子敲击硬木的声音，然后用平衡器过滤出低频的声音。低频部分给了三个加在一起的声音更多份量，使得观众真正“感觉”到子弹打在受害者身上的份量。如果受害者是坏蛋，而他的死是高潮性的，则声音设计师可能会给冲击声加入回响，以增强戏剧化的节奏感。然后，受害者以慢动作倒下，声音设计师可能用一个话筒加入扫帚的呼呼声，把声调移低并把时间拉长以进一步强调死亡。如果是科幻片，设计师可能把呼呼声进行相变来给它更多科幻的感觉。（很多声音设计师可用的音效过程的列表可以在本条目底部找到。）

## 电影中的审美
在制作电影的音效时，录音师和音效编辑通常不太考虑他们给出的声音的逼真程度或者真实性。子弹进入人体从近距离来讲和上面的例子中设计的声音一点也不像，但因为很少有人知道这个事件真正的声音，设计这个效果的工作主要是制造一个虚构的声音，既能迎合观众的期待又能够不导致过于虚假的感觉。
在前面的例子中，受害者倒下的相变的呼呼声没有实际生活经验中的对应，但是情绪上它是很直接的。如果音效编辑在情绪高潮或者一个人物的主观经验的上下文中使用这种声音，它们可以一种视觉效果所无法达到的方式增加情景的戏剧性。如果特技艺术家要做像“呼呼的倒下”这样的例子，它可能看起来很荒谬，至少会显得过于做作。
“推测的声音”的原则也适用于偶然发生的声音，例如车胎尖叫，门把转动或者人们走动的声音。如果音效编辑想要表达驾驶者急着离开，他会切掉车从静止加速起来的轮胎的尖叫声；甚至当车驶在泥泞的路上时，如果观众情绪上很投入这个效果也会起作用。如果一个人物害怕门对面的某人，门把的转动可以花上一秒甚至更多，而门的机械结构似乎可以由几十个发出喀嗒声的部件组成。一个熟练的拟音艺术家可以使一个冷静的穿过屏幕的人看起来像是被吓坏了一样，只要给那个演员配上不同的脚步声就行了。

## 常用技术
在音乐和影视制作中，用于录制和改进效果的典型音效有：
- 回声（echo） - 一个或者多个延迟的信号加入到原始信号中。要听起来像回声，延迟至少要在50ms的数量级。因为不能在所要的环境中录制声音，回声的效果经常通过数字或模拟方法实现。模拟回声效果是用录音带延迟实现。如果大量延迟信号在几秒钟中混合起来，其结果就像在大厅播出的效果，这种情况下它更经常被叫做回想（reverberation）或简称（reverb）。
- 镶边（flanger） - 一个延迟信号被加到原始信号上，其延迟连续变化（通常小于10ms）。这个效果现在用数字信号处理电子的完成，但最初这是通过在两个同步的磁带机上播放同样的录音来创造的，然后把信号混合起来。只要机器是同步的，混音听起来或多或少比较正常，但若操作人员把她的手指放在播放器的边缘（所以叫“镶边”），那个机器会慢下来信号和另外一个的相位差就会改变，产生相变的效果。一旦操作人员把手指移开，播放器就会加速直到它的转速计回到和主机同步，在这个发生时，相变效果会显得在频谱中往上滑动。这个相位上下滑动可以有节奏的进行。
- 相位器（phaser） - 信号先分裂，一部分由全通滤波器过滤以产生相移，然后为过滤和过滤后信号混合起来。相位器效果最初是镶边效果的一个简单实现，因为延迟用模拟设备来实现比较困难。相变器经常用于给自然的声音一个“合成”的或者电子的效果，例如人的对话。星球大战中的C-3PO的声音就是把演员的声音录下来再用相位器处理的。
- 合唱（chorus） - 一个延迟的信号被加入到原始信号中，延迟是固定的。延迟必须短到不会听起来像回声，但又必须大于5ms，否则听不到。如果延迟太短，它会破坏性的干扰未延迟的信号并产生一个相位器效果。经常，延迟的信号会被移调以产生和原始信号的和音。
- 平衡处理（equalization） - 不同的频段被削弱或增强以产生所需的频谱特性。简称EQ。
- 滤波（filtering） - 平衡处理是滤波的一种形式。在通常的概念中，频段可以被增强或削弱通过使用低通，高通，带通和带阻滤波器。话音的带通滤波器可以模拟电话的效果，因为话筒用了带通滤波器。
- 过载（overdrive） 使用模糊器这样的效果可以用来产生扭曲的声音，例如用来模仿机器人的声音或无线电话的通信。最基本的过载效果包括当绝对值超过了特定的阈值时钳制信号。
- 变调（pitch shift） - 类似于调位校准，这个效果把信号在音调上向上或向下移动。例如，信号可以上移或者下移一个八度。这通常被用到整个信号上，而不是单独的对每个音符处理。变调的一个应用就是调位校准。这里，一个音乐信号可以通过数字信号处理技术调到正确的调位。这个效果在卡拉OK机上随处可见并经常用来辅助走调的流行歌手。它也被刻意用来制造艺术效果，例如雪儿（Cher）的Believe（相信）和麦当娜（Madonna）的Die Another Day（择日再死）。
- 变速（time stretching） - 变调的相反过程，也就是说，在不影响调位的情况下改变音频信号的速度的过程。
- 共鸣器（resonators） - 增强特定频率的和音频率的内容。
- 合成器（synthesizer） - 通过模仿自然声音或者创造全新的声音来产生人工的几近所有的声音。
- 调制（modulation） - 用某个预定义的信号来改变载波信号的频率或者振幅。环形调制，也称为调幅，是由神秘博士（Doctor Who）中的Dalek而开始闻名的技术，经常在科幻中到处使用。
- 压缩 - 减少声音的动态范围以减少动态中的不想要的起伏。级别压缩不要和音频数据压缩混淆，在数据压缩中数据需要的存贮量减少但它所表示的信号不变或基本不变。
- 三维音效 - 把声音放到立体声系统的基础之外。

## 参看
- 音墙（Wall of Sound）
- Foley艺术家
- 声频信号处理、数字信号处理
- 声学
- 环境音乐、dub音乐